# Balafon Dance
Balafon Dance ist ein Jazzalbum von Khan Jamal. Die am  18. und 19. März 2002 in The Spirit Room, Rossie, NY, entstandenen Aufnahmen erschienen 2002 auf CIMP.

## Hintergrund
Nach Percussion & Strings, ebenfalls für CIMP aufgenommen und 1997 veröffentlicht, arbeitete der Vibraphonist Khan Jamal mit den Musikerkollegen Jemeel Moondoc und Roy Campbell; hinzu kamen der Bassist Dylan Taylor und der Schlagzeuger Dwight James.
„Odean“ ist Odean Pope gewidmet, der wie Jamal aus Philadelphia stammt. Der Titelsong und „African Rhythm Tongues“ gibt Jamal Gelegenheit, sich mit den afrikanischen Wurzeln seines üblichen Instruments zu beschäftigen, indem er das Vibraphon gegen das Balaphon eintauscht. Neben Kompositionen des Bandleaders spielte das Quintett Neuinterpretationen von George Gershwins „Summertime“ und das Spiritual „Nobody Knows…“. Letzteres weise Ähnlichkeit mit dem thematischen Kern von John Coltranes „Spiritual“ auf, notierte Derek Taylor.

## Titelliste
- Khan Jamal: Balafon Dance (CIMP 267, Spirit Room Series – Vol. 150)[2]

1. Odean 11:06
2. Just Us 9:06
3. Principle 11:32
4. Balafon Dance 11:25
5. Summertime (George Gershwin) 4:23
6. African Rhythm Tongues 10:31
7. Nobody Know de Trouble I See (Henry Krehbiel) 7:34
8. One for Hamp 4:06

Wenn nicht anders vermerkt, stammen die Kompositionen von Khan Jamal.

## Rezeption

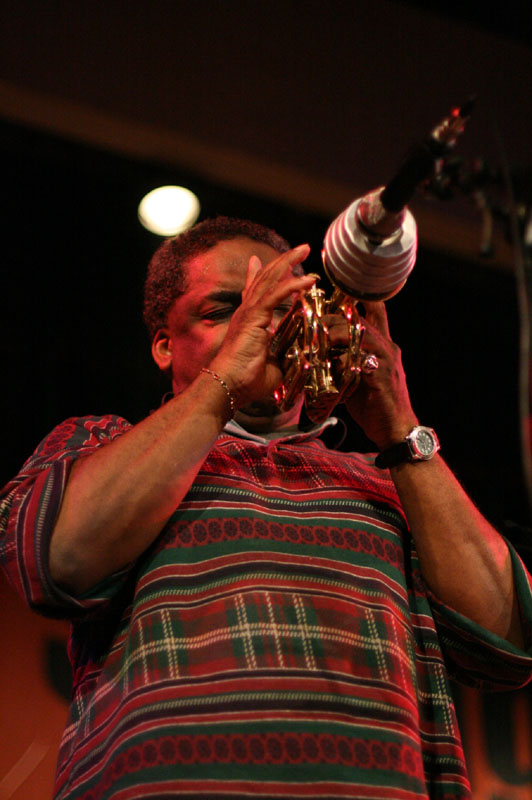
Roy Campbell beim Jazzy Spring Festival in Bukarest 2008

Nach Ansicht von Derek Taylor, der das Album in All About Jazz rezensierte, war schon das CIMP-Vorgängeralbum eine funkelnde Angelegenheit, die an den Grenzen ihrer Instrumentierung schwelgte und sie dabei aufhob. Die Klangpalette sei bei dieser zweiten Studiosession breiter, aber ein ähnliches Streben, die Strenge kompositorischer Grenzen zu verschieben, komme ins Spiel.
Nach Ansicht von Richard Cook und Brian Morton, die dem Album in The Penguin Guide to Jazz drei Sterne verliehen, gebe der rohe Sound von Campbell und Moondoc im Zusammenspiel mit dem Bandleader dieser großartigen Session ihren unverwechselbaren Stil. Wie bei früheren Alben erforsche Jamal Elemente des afrikanischen Rhythmus, und Dwight James erweise sich als fähiger Mitarbeiter. Hinter diesen Improvisationen stecke viel gemeinsame Erfahrung, und der Gruppensound klinge straff und stimmig, gleichzeitig ziemlich unerbittlich.